# Elecciones generales de Bermudas de 2003
Elecciones generales tuvieron lugar en Bermudas en 24 de julio de 2003. El resultado fue una victoria para el Partido Laborista Progresista, el cual ganó 22 de los 36 escaños en la Asamblea.

## Resultados
| Partido | Votos  | %     | Asientos | +/–   |
| --- | ------ | ----- | -------- | ----- |
| Partido Laborista Progresista                                                                                  | 15 222 | 51,64 | 22       | –4    |
| Partido Unido de Bermudas                                                                                      | 14 142 | 47,98 | 14       | 0     |
| Partido Liberal Nacional                                                                                       | 41     | 0,14  | 0        | 0     |
| Partido Gombey de Liberación                                                                                   | 16     | 0,05  | 0        | Nuevo |
| Independientes                                                                                                 | 51     | 0,17  | 0        | 0     |
| Votos blancos/nulos                                                                                            | 87     | –     | –        | –     |
| Total | 29 559 | 100   | 36       | –4    |
| Votantes registrados/participación                                                                             | 39 324 | 75,17 | –        | –     |
| Fuente: IFES (enlace roto disponible en Internet Archive; véase el historial, la primera versión y la última). |        |       |          |       |